# Santa Maria de Avioso
Santa Maria de Avioso is een plaats (freguesia) in de Portugese gemeente Maia en telt 3360 inwoners (2001).